# Georg Butzbach
Georg Butzbach (* 28. April 1956 in Sitterswald) ist ein ehemaliger deutscher Boxer.

## Leben
Der Saarländer Georg Butzbach, ein gelernter Zimmermann und Dachdecker, wurde 1976 Profi. 1978 durch einen Sieg über Horst Lang, den der bereits in einem vorherigen Kampf bezwungen hatte, deutscher Meister im Schwergewicht. Im Meisterschaftskampf, der im Oktober 1978 in Hamburg ausgetragen wurde, gewann Butzbach durch technischen K. o. in der neunten Runde. Er wurde von Ivar Buterfas als Manager betreut. Am 4. Juni 1979 boxte Butzbach in der Berliner Deutschlandhalle in einem Drei-Runden-Schaukampf gegen Muhammad Ali. Am 14. September 1979 verlor Georg Butzbach in Südafrika seinen ersten Kampf als Profi, gegen den Weltranglistenboxer Kallie Knoetze. In den ersten vier Runden des Kampfes dominierte Butzbach und führte klar nach Punkten, bis er sich seine Schlaghand verletzte und schließlich in der siebenten Runde den Kampf durch K. o. verlor. In seinem nächsten Kampf besiegte er den früheren Europameister Jean-Pierre Coopman aus Belgien über zehn Runden nach Punkten.
In der Folgezeit verlor Butzbach die meisten seiner Profikämpfe, unter anderem gegen den späteren Welt- und Europameister Frank Bruno, der ihn im November 1982 in der ersten Runde niederschlug und durch Abbruch gewann. Meistens wurde Butzbach dabei erst kurz vor dem Kampfabend als Gegner verpflichtet und hatte somit keine vernünftige Trainingsvorbereitung.
Am 3. Juni 1983 unterlag er in Frankfurt am Main dem deutschen Hoffnungsträger Reiner Hartmann durch TKO (Technischer Knockout) in der siebenten Runde. Durch seinen beherzten Einsatz wurde er aber von den Zuschauern gefeiert und von der Fachpresse gelobt. Im März 1985 unterlag er dem Italiener Francesco Damiani in dessen zweiten Profikampf durch technischen K. o. in Runde zwei. Seinen letzten Sieg errang Georg Butzbach 1986 gegen Andreas Anderegg durch K. o. und beendete im selben Jahr seine Karriere.

## Erfolge als Profi
- Deutscher Meister im Schwergewicht 1978